# Gästbok

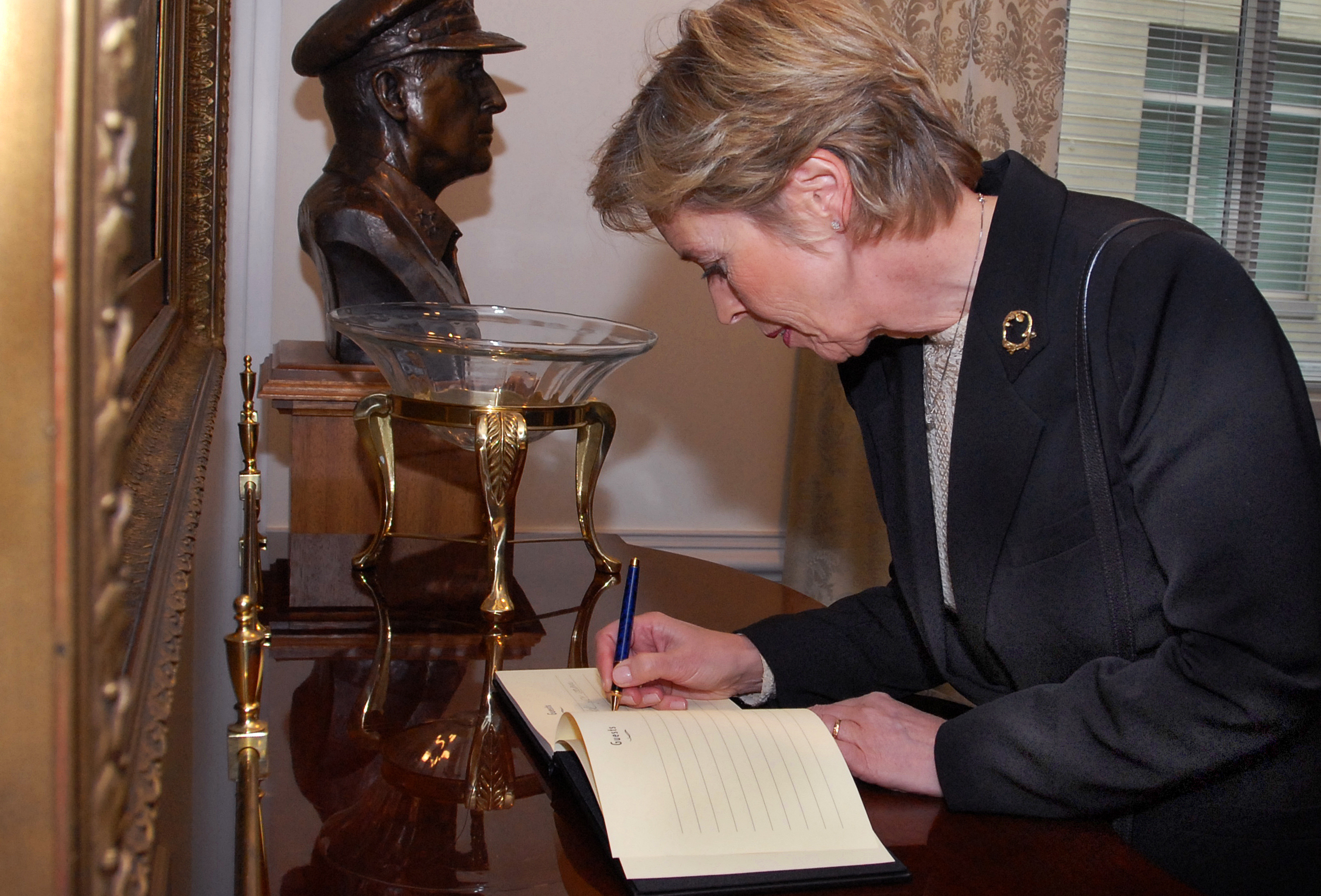
Norska försvarsministern Anne-Grete Strøm-Erichsen signerar en gästbok i Pentagon 2007.

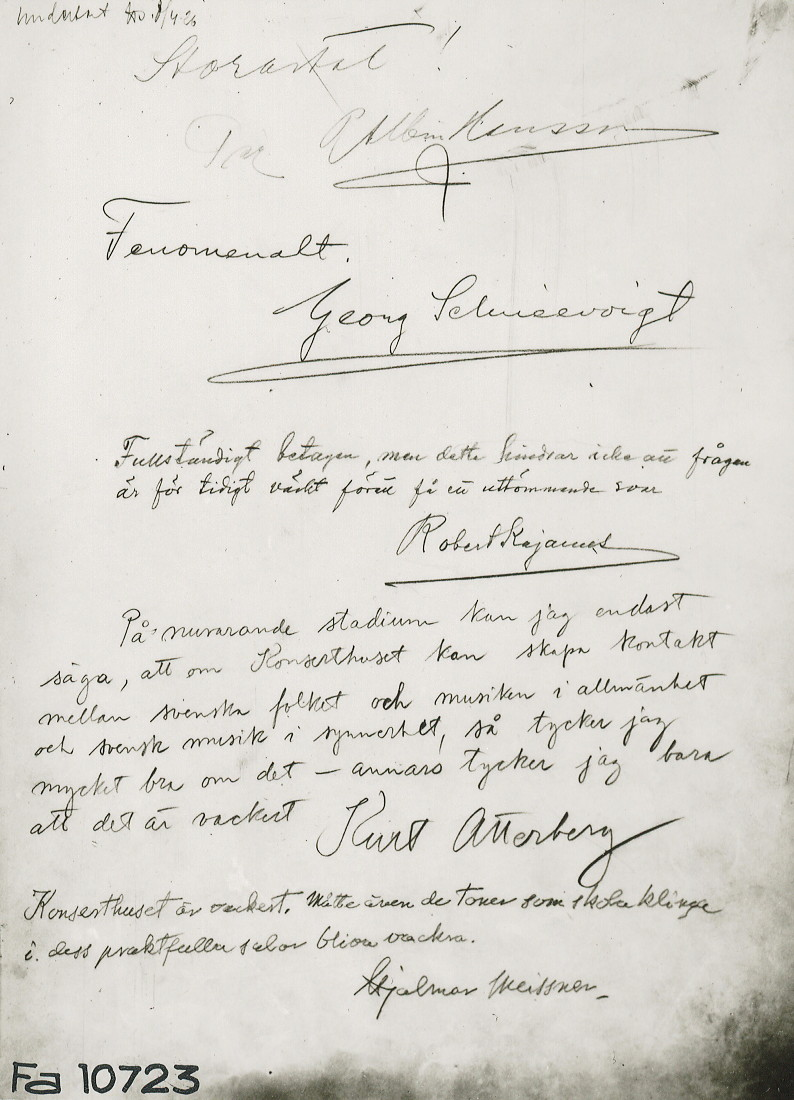
Gästernas inlägg i gästboken på Stockholms konserthus en aprildag 1926.

Gästbok är en fysisk eller digital anteckningsbok där besökare kan bekräfta ett besök på en plats, fysisk eller webbaserad, och lämna uppgifter som namn, adress och eventuella kommentarer. 

## Fysiska gästböcker
Fysiska anteckningsböcker har varit vanliga i kyrkor, vid bröllop, begravningar, större fester, på hotell, museer och andra liknande institutioner, men kan även förekomma i privata hem där besökare får skriva sina namn och någon kommentar. Specialiserade former av gästböcker inkluderar hotellregister, så kallade hotelliggare, där gästerna måste uppge kontaktinformation.

## Gästböcker på webbplatser
Under framför allt 1990-talet var gästböcker populära att använda på webbplatser, där besökarna kunde skriva något till webbplatsens ansvariga eller innehavare. När populariteten för bloggar ökade tog kommentarsfälten över och ersatte i stor utsträckning gästböcker. När sociala medier sedan ökade så försvann gästböckerna på webben i princip helt.
På vissa communities kunde registrerade medlemmar få varsin gästbok för att upprätthålla sociala kontakter med andra medlemmar. Förutom hälsningar var det även vanligt med tvåpartskonversationer i den typen gästböcker. Det vanliga var att man fick inlägg i sin gästbok och sedan svarade i mottagarens.
Gästböckerna var vanligtvis publika, vilket innebar att andra än mottagaren kunde ta del av vad som skrivits, under förutsättning att innehållet inte raderades.